# Dioscorea villosa
Dioscorea villosa es una especie de planta trepadora tuberosa que es nativa y se encuentra silvestre en América del Norte.

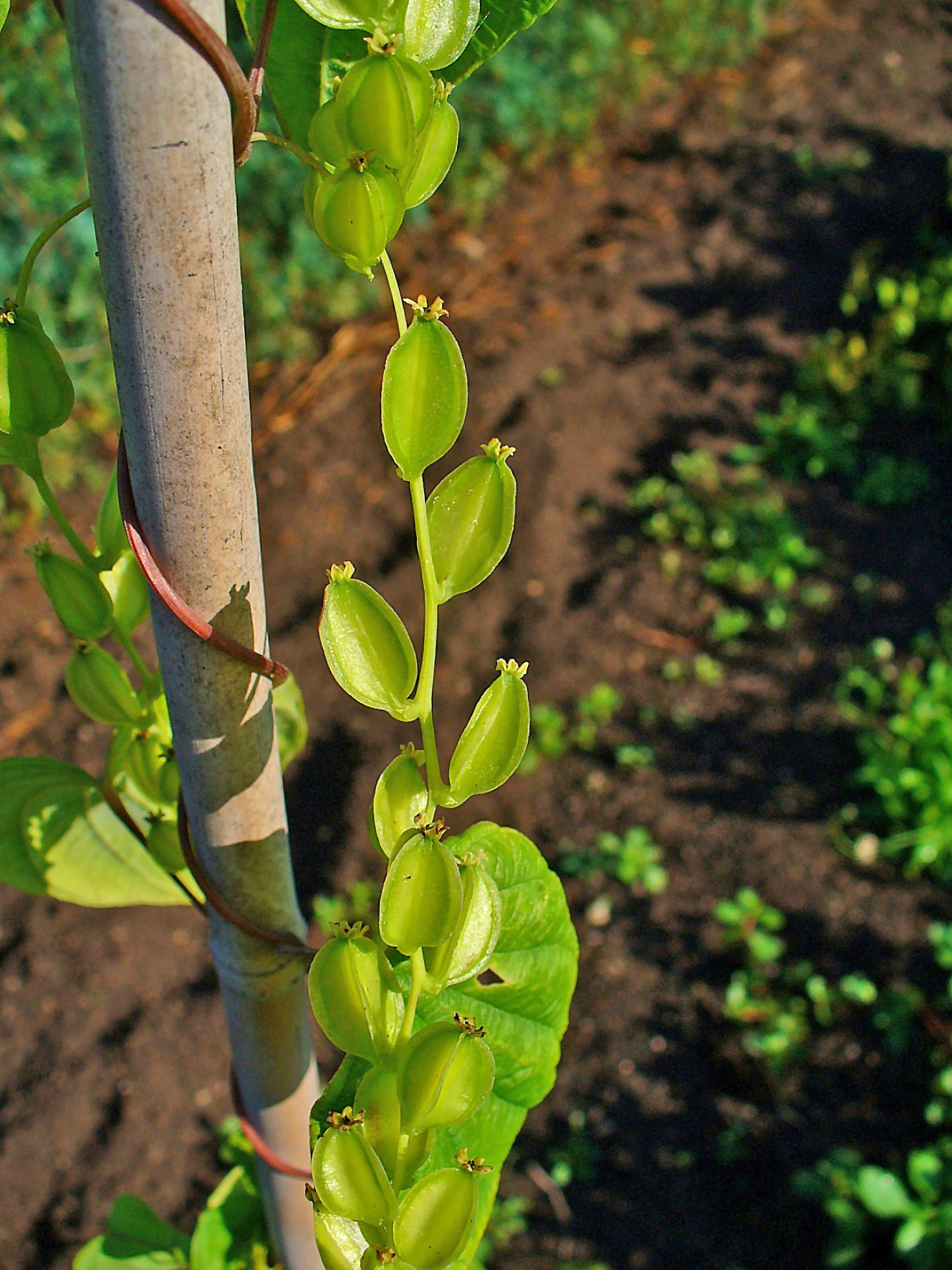
Detalle de la planta

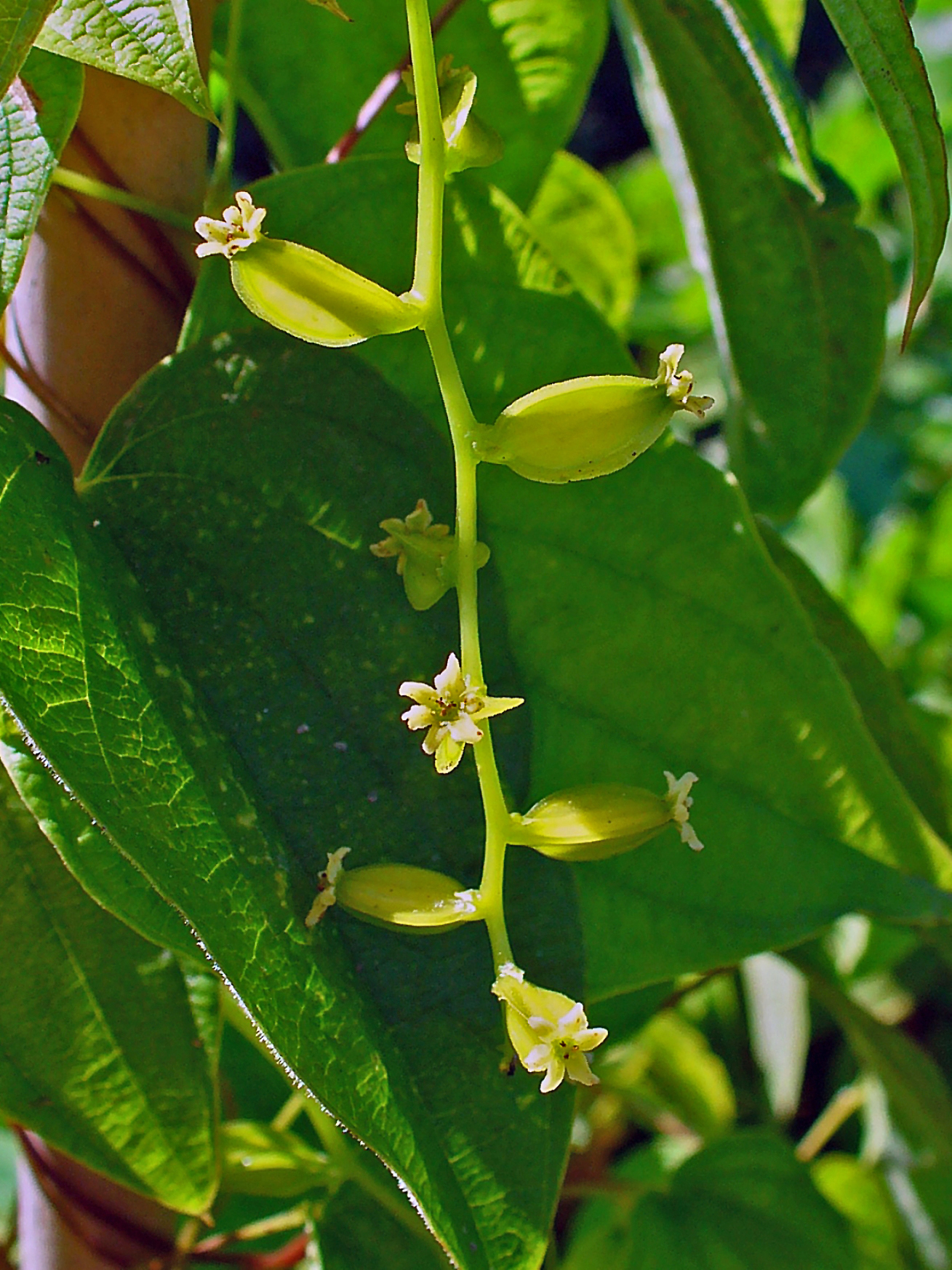
Detalle de las flores

## Propiedades
Las cremas y suplementos dietéticos a base de Dioscorea villosa afirman contener hormonas humanas y promovida como una medicina para una variedad de propósitos, incluyendo la prevención del cáncer y el tratamiento de la enfermedad de Crohn y la tos ferina. Sin embargo, según la Sociedad Americana del Cáncer, las afirmaciones son falsas y no hay evidencia que apoye que estas sustancias sean seguras o efectivas.

## Usos
Utilizada como expectorante, antiespasmódico, sudorífico, emético.
Se usan en naturopatía las plantas de esta familia para cólicos, dolores viscerales cuya modalidad principal es la mejoría inclinándose hacia atrás.

## Taxonomía
Dioscorea villosa fue descrita por (L.) y publicado en Species Plantarum 2: 1033. 1753.
Sinonimia
- Dioscorea cliffortiana Lam.
- Dioscorea glauca Muhl. ex L.C.Beck
- Dioscorea hexaphylla Raf.
- Dioscorea hirticaulis Bartlett
- Dioscorea lloydiana E.H.L.Krause
- Dioscorea longifolia Raf.
- Dioscorea megaptera Raf.
- Dioscorea paniculata Michx.
- Dioscorea paniculata var. glabrifolia Bartlett
- Dioscorea pruinosa Kunth
- Dioscorea quaternata Walter
- Dioscorea quaternata J.F. Gmel.
- Dioscorea quaternata var. glauca (Muhl. ex L.C.Beck) Fernald
- Dioscorea quinata Walter
- Dioscorea repanda Raf.
- Dioscorea sativa L.
- Dioscorea waltheri Desf.
- Merione villosa (L.) Salisb.[4]